# Дефака
Дефака — язык иджоидной группы нигеро-конголезских языков, на которых говорят в Нигерии. Это исчезающий язык.
Этнически народ дефака отличаются от нкороо, но их культура сходна с нкороо до такой степени, что их язык является единственным признаком самобытности дефака. Использование языка дефака однако, быстро отступает в пользу языка нкороо. В настоящее время большинство носителей — пожилые люди, и даже среди людей народа дефака редко кто говорит на родном языке — общее число носителей языка дефака не более 200 человек в настоящее время . Уменьшение использования языком сильнее заметно в городе Нкороо, чем в области Ивома. Все дети говорят на нкороо в качестве первого языка. Следующим наиболее используемым языком среди народа дефака является игбо, из-за политического влияния Опобо со времён нефтеторговли. Игбо был языком обучения во многих школах в регионе и по-прежнему функционирует в качестве регионального языка торговли.
Язык дефака связан с иджойскими языками, показывая довольно много лексических сходств, некоторых общих регулярных звуковых соответствий и некоторые грамматические сходства с прото-иджо. Хотя некоторые лексические сходства можно отнести к заимствованиям (так как дефака был в тесном контакте с иджо более чем 300 лет), звуковые соответствия и сходства в грамматике указывают на генетическую связь. Например, оба языка имеют основной порядок слов SOV, который обычно очень редко встречается в семье языков нигер-конго и был найден только в манде и догонских языках.
- a ebere ko̘ a okuna b̘ááma (собака (явл. как предмет) птицы убийство: прошедшее время) собака убила птицу (дефака)
- obiri b̘é o̘b̘ó̘kō̘ b̘é b̘ám̄ (собака птицы убийство: прошедшее время) собака убила птицу (иджо, калабари диалект)

Кроме того, дефака имеет родовую систему, в которой различаются, по крайней мере мужской и женский род. Это ещё одна редкость среди южных и центральных нигеро-конголезских языков, отличающая языки иджо и дефака. Это сходство привело к включению дефака в одно из отделений иджоидных языков.

## Фонология

### Тон
Язык дефака имеет два вида тона — высокий и низкий. В долгих гласных и дифтонгах, а также в двусложных словах, могут проявляться контуры: высокий-низкий и низкий-высокий.

### Гласные
Гласные языка дефака похожи на гласные языка нкороо. Есть семь гласных, /i ɪ e a ɔ o u/, хотя /е/ и /ɔ/ являются редкостью. Есть пять носовых гласных, /ĩ ẽ ã õ ũ/. Долгие гласные длятся по крайней мере вдвое дольше, чем краткие гласные.

### Согласные
|                           | Губно-губные | Альвеолярные | Постальвеолярные ~ палатальные | Велярные | Губно-велярные |
| ------------------------- | ------------ | ------------ | ------------------------------ | -------- | -------------- |
| Носовые                   | m            | n            |                                | (ŋ)      | (ŋ͡m)           |
| Имплозийные               | ɓ            |              |                                |          |                |
| Взрывные                  | p b          | t d          |                                | k ɡ      | k͡p ɡ͡b          |
| Аффриката                 |              |              | d͡ʒ ~ z                         |          |                |
| Фрикативные               | f v          | s            |                                |          |                |
| Аппроскиманты             |              | l            |                                |          |                |
| Центральные аппроскиманты |              | ɾ ~ ɹ        | j                              |          | w              |

/j/ и /w/ могут быть назализованны до носовых гласных.
Велярные взрывные /k/ и /ɡ/ могут быть леницированны в /ɣ/ или /х/ между гласными.
/ɾ/ произносится как аппроксимация, [ɹ], некоторыми носителями языка. Это происходит только между гласными и на концах слов.